# Droga wojewódzka 643
Die Droga wojewódzka 643 (DW 643) ist ein Woiwodschaftsstraße in Polen. Sie verläuft innerhalb der Woiwodschaft Ermland-Masuren in Nord-Süd-Richtung zwischen Wilkasy (Willkassen, 1938 bis 1945 Wolfsee) im Powiat Giżycki (Kreis Lötzen) und Olszewo (Olschewen, 1938 bis 1945 Erlenau) im Powiat Mrągowski (Kreis Sensburg). Auf 20 Kilometer Länge verbindet sie außerdem die beiden Landesstraßen DK 59 und DK 16 miteinander.

## Streckenverlauf der DW 643
Woiwodschaft Ermland-Masuren:
Powiat Giżycki (Kreis Lötzen):
- Wilkasy (Willkassen/Wolfsee) (→ : Giżycko (Lötzen) ↔ Mrągowo (Sensburg) – Piecki (Peitschendorf) – Rozogi (Friedrichshof))
- Strzelce (Strzelzen/Zweischützen)
- Bogaczewo (Bogatzewen/Reichensee)
- Kozin (Koszinnen/Rodenau)
- Prażmowo (Salpia)
- Szymonka (Schimonken/Schmidtsdorf)

Powiat Mrągowski (Kreis Sensburg):
- Olszewo (Olschewen/Erlenau) (→ : Grudziądz (Graudenz) – Olsztyn (Allenstein) – Mrągowo (Sensburg) ↔ Ełk (Lyck) – Augustów)